# Возлюбленные мертвецы
«Возлюбленные мертвецы» (англ. The Loved Dead) — рассказ американского писателя Г. Ф. Лавкрафта, написанный в сотрудничестве с К. М. Эдди в 1923 году. К. М. Эдди-младший начал работу над ним в 1919 году. Впервые опубликованный в «Weird Tales» в мае-июне 1924 года. Рассказ вошел в сборник «Ночное братство» Августа Дерлета в 1966 году. Вклад соавторов оценивается исследователями как примерно равный.

## Сюжет
Неназванный рассказчик описывает то, как он стал серийным убийцей в деревне Фенхэм (англ. Fenham). Он описывает свое репрессивное детство и то, как он внезапно обнаружил на похоронах неописуемый восторг. Впоследствии он испытывал непреодолимое желание вернуть те единственные ощущения, что скрасили его невероятно тоскливое существование. Рассказчик закупорил эти ощущения глубоко в себе, но смерть родителей вновь вернула ему это проклятое блаженство. Он устроился работать в контору гробовщику, чтобы быть рядом с трупами. Однажды утром гробовщик обнаружил его спящим на кафеле в обнимку с трупом, после чего стало ясно, что юноша не в себе и ему пришлось уволиться. Стало очевидным, что теперь у него развилась некрофилия и теперь он остался без подпитки своей паталогии.
Рассказчик так и не сумел найти другого способа заполучить новый труп, кроме как совершать убийство. Новый опыт заставляет его совершать новые преступления. С маниакальной изощренностью он выставляет разные улики и обыгрывает разные ситуации, чтобы патологоанатом подумал, что это дело рук разных преступников. Потом он был призван в войска и ушел на войну, где каждый день наслаждался смертями во всех возможных проявлениях. После войны он вернулся в родную деревню, где большинство домов опустели, а прежний гробовщик умер от гриппа. Он вернулся на работу, но этого ему уже оказывается мало. В одном из убийств он чуть не попался и сбежал из города. Находясь под подозрением он все таки не смог удержаться и совершил тройное убийство целой семьи, оставив неопровержимые доказательства, которые точно укажут на него. 
Рассказчик прячется на болотах, где ему уже слышен лай собак полиции, которые бегут за ним по следам. Маньяк решает спасти себя совершив самоубийство.

## Вдохновение
К. М. Эдди-младший начал работу над рассказом в 1919 году. События похожи на газетные статьи про Джека-Потрошителя или других маньяков.
С. Т. Джоши пишет, что «Возлюбленные мертвецы» Лавкрафт внес равный вклад вместе с Эдди-младшим. 
События происходят в Фенхеме, а не Акхемен (в «Стране Лавкрафта»). В Великобритании существует город с названием Фенхем. 

## Реакция
Из-за жуткого сюжета, стиля и подробностей рассказ вызвал бурю споров. По словам Эдди, копии «Weird Tales» пришлось изъять из продажи во многих местах. Роберт Вайнберг оспорил это, заявив, что не смог найти доказательств такого изъятия. Энциклопедия Лавкрафта сообщает, что рассказ «вызвал протест властей Индианы, которые стремились запретить выпуск». Этот инцидент заставил редактора Фарнсворта Райта с подозрением относиться к принятию материалов Лавкрафта с «явно жуткими отрывками». В результате несколько рассказов Лавкрафта были отклонены, хотя, позже были приняты без каких-либо изменений. 
Рэмси Кэмпбелл написал в 1969 году, что рассказ состоит из «нелепой мелодрамы» и что это была «отвратительно сенсационная редакция». Позднее он изменил эту точку зрения в пересмотре своей статьи 1969 года. 
Роберт Вайнберг описал рассказ как «переписанную и второстепенную» историю. 
Джон Пелан писал: «Эта страшная история, несмотря на всю её избыточность, вызывает леденящий дух страх после многих лет и заслуживает своего места как лучшего в 1924 году. Одна из проблем при составлении этого сборника заключалась в том, чтобы игнорировать дурную славу определенных сказок и оценивать, действительно ли история заслуживает того, чтобы считаться «лучшей» данного года. В случае с рассказом К.М. Эдди получилось и то, и другое».